# Musikalische Geste

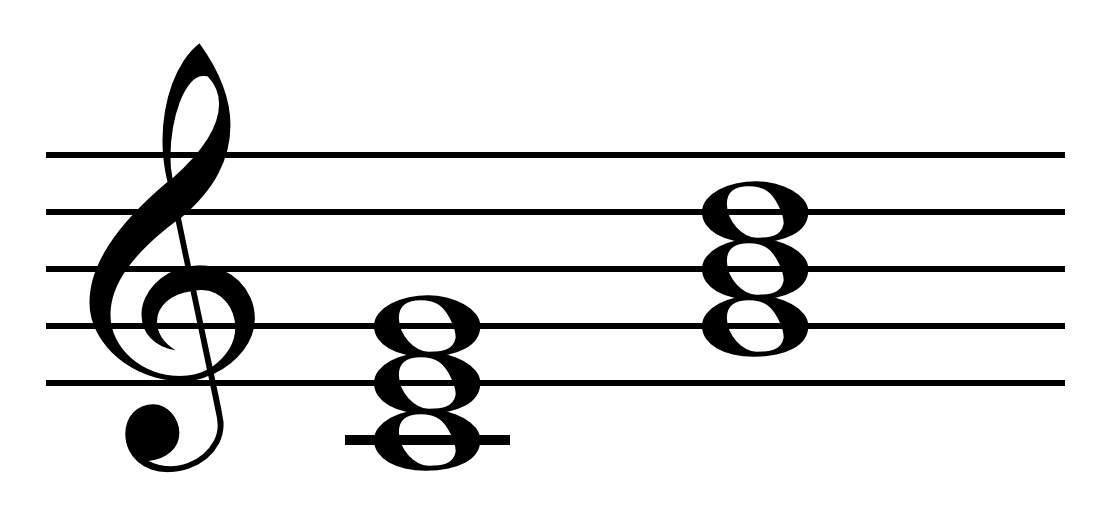
Tonika und Dominante in C. C-Dur- und G-Dur-Akkorde.

Aufbau einer Klaviatur (umfasst drei Oktaven).

Eine Geste ist in der Musik jegliche Art von physikalischer (körperlicher) oder mentaler (imaginärer) Bewegung. Eine derartige „Geste“ umfasst sowohl die Arten von Bewegungen, die zur Klangerzeugung nötig sind, als auch die wahrgenommenen Bewegungen, die mit dieser Geste assoziiert werden. In den letzten Jahren wenden immer mehr musikwissenschaftliche Disziplinen ihre Aufmerksamkeit dem Konzept der musikalischen Gesten zu; darunter zum Beispiel Musikanalyse, Musiktherapie, Musikpsychologie oder die Konferenz zu New Interfaces for Musical Expression (NIME).
Ein Beispiel für solch eine Geste ist die „musikalische“ Bewegung eines C-Dur-Akkords (Tonika) in enger Lage hin zu einem G-Dur-Akkord (Dominante) in enger Lage. Das erfordert auf dem Klavier die physikalische Bewegung vom ersten Akkord nach rechts (im Raum beziehungsweise nach oben in der Tonhöhe) zum zweiten Akkord hin um vier Stufen oder vier weiße Tasten auf der Klaviatur. Eine Geste beinhaltet also sowohl die charakteristische physikalische Bewegung des Musikers als auch charakteristische Melodien, Phrasen, Akkordfortschreitungen oder Akkordbrechungen, die diese Bewegung erzeugen oder von ihr erzeugt werden.

## Einführung
Das Konzept der musikalischen Geste erstreckt sich von den Details der Klangerzeugung über allgemeinere emotionale und ästhetische Bilder von Musik, bis hin zu kulturspezifischen Aspekten und Stilfragen im Gegensatz zu universellen, kultur- und stilübergreifenden Ausdrucksweisen. In jedem Fall wird angenommen, dass sich die ursprüngliche Funktion von menschlicher Bewegung in Musik in den musikalischen Gesten äußert. Aus diesem Grund sprechen Wissenschaftler auch von embodied music cognition, also der Idee, dass Zuhörende musikalischen Klang mit mentalen Bildern von Gesten in Verbindung bringen. Das heißt also, dass Zuhören (oder das bloße Vorstellen von Musik) auch ein unaufhörlicher mentaler Prozess ist, bei dem diese Gesten wiederholt werden.
Vor dem Hintergrund einer multimodalen Art von Musikwahrnehmung könnte die embodied music cognition einen Paradigmenwechsel in der Musiktheorie und anderer musikbezogener Forschung mit sich bringen. Diese Forschung neigte oft dazu, Betrachtungen zu Körperbewegung aus ihrem konzeptuellen Apparat zu Gunsten eines Schwerpunkts auf abstraktere, notenbasierte Elemente der Musik auszuschließen. Den Fokus auf musikalische Gesten zu legen bietet eine schlüssige, einheitliche Perspektive zur Überarbeitung bestimmter musiktheoretischer Konzepte und anderer Felder der Musikforschung.

## Musikbezogene Körperbewegung
Eine Untermenge von musikalischen Gesten ist die sogenannte musikbezogene Körperbewegung (music-related body movement), die entweder vom Standpunkt der Performenden oder der Wahrnehmenden betrachtet werden kann:
- Performende – Bewegungen, die Teil einer musikalischen Performance oder einer Performance mit Musik sind:
  - Klangerzeugend: Musizierende oder Schauspielende erzeugen musikalischen Klang.
  - Klangbegleitend: Tanz oder andere Formen von Bewegung die mit Musik verbunden sind.
- Wahrnehmende – Bewegungen, die fester Bestandteil beim Zuhören von Musik sind:
  - direkter Zusammenhang: Tanz, Luftgitarre
  - loser Zusammenhang: Joggen, Training
  - Groove: mit dem Fuß mitklopfen, mit dem Kopf nicken etc.

## Formale Definition
Erstmals mathematisch wurde das Konzept der „Geste“ im Artikel Formulas, Diagrams, and Gestures in Music von Guerino Mazzola (University of Minnesota) und Moreno Andreatta (IRCAM, Paris) definiert. Hier ist eine Geste eine Anordnung von Kurven in Raum und Zeit. Formal ausgedrückt ist eine Geste ein Morphismus auf einen gerichteten Graphen von einem „Skelett“ von Punkten zu einem „Körper“, also ein gerichteter Graph im Raum auf eine topologische Kategorie (im Falle von Musik sind dies Zeit, Ort und Tonhöhe). Da eine Menge gegebener Skelette und topologischer Kategorien wieder eine topologische Kategorie definieren, können auch Gesten von Gesten definiert werden, sogenannte Hypergesten.

## Gesten in indischer Vokalmusik
Indische Sänger bewegen ihre Hände beim Improvisieren von Melodien. Obwohl dabei jede Person einen eigenen, spezifischen Stil in ihren Gesten hat, sind die Bewegungen der Hand und der Stimme durch verschiedene Steuerungsmechanismen verbunden und viele Schüler ähneln in den Gesten ihren Lehrern. Nikki Moran (University of London) forschte genauer zu diesem Thema. Außerdem war dies ein Forschungsgegenstand im Projekt „Experience and meaning in music performance“ von Martin Clayton and Laura Leante an der Open University. Clayton veröffentlichte dazu einen Artikel (2007) über gestische Interaktion in indischer Musik.
Matt Rahaim, ein Sänger und Ethnomusikologe, hat ein Buch (2013) zur Beziehung von Stimmgebung und Gesten in indischer Vokalmusik veröffentlicht. Rahaim sieht Gesten und Stimmgebung als Ausdrucksformen von Melodie die parallel zueinander stehen. Er untersucht des Weiteren Isomorphismen zwischen dem Gestenraum und dem Ragaraum, sowie die Übertragung und Vererbung sogenannter „paramparischer“ Körper – das sind vokale/positionsbezogene/gestische Veranlagungen die über verschiedene Erblinien weitergegeben werden.

## HattensMusical Gestures
Robert Hatten (2004) nutzt das Konzept der musikalischen Gesten, um innermusikalische Merkmale zu kennzeichnen:

“Musical gesture is biologically and culturally grounded in communicative human movement. Gesture draws upon the close interaction (and intermodality) of a range of human perceptual and motor systems to synthesize the energetic shaping of motion through time into significant events with unique expressive force. The biological and cultural motivations of musical gesture are further negotiated within the conventions of a musical style, whose elements include both the discrete (pitch, rhythm, meter) and the analog (dynamics, articulation, temporal pacing). Musical gestures are emergent gestalts that convey affective motion, emotion, and agency by fusing otherwise separate elements into continuities of shape and force.”

„Musikalische Gesten sind biologisch und kulturell in kommunikativer menschlicher Bewegung verankert. Gesten stützen sich auf der engen Interaktion (und Intermodalität) des Spektrums an Wahrnehmungs- und Bewegungssystemen um durch die dynamische Formung von Bewegung über Zeit hinweg signifikante Ereignisse mit spezifischer Ausdruckskraft zu erzeugen. Die biologischen und kulturellen Beweggründe einer musikalischen Geste werden innerhalb der Konventionen eines musikalischen Stils weiter verhandelt, die sowohl diskrete (Tonhöhe, Rhythmus, Metrum) als auch analoge (Dynamik, Artikulation, Temposchwankungen) Elemente beinhalten. Musikalische Gesten sind werdende Gestalten, die affektive Bewegungen, Emotionen und Vertretende vermitteln indem sie ansonsten getrennte Elemente in ununterbrochen Zusammenhang von Form und Kraft stellen.“